# Phố Nguyễn Thái Học, Hà Nội
Phố Nguyễn Thái Học (tên cũ: phố Hàng Đẫy, đường số 59, đại lộ Borgnis Desbordes kéo dài, phố Duvillier, phố Phan Chu Trinh) là một phố nằm trên địa bàn phường Cát Linh và phường Văn Miếu, quận Đống Đa; phường Điện Biên và phường Kim Mã, quận Ba Đình - Hà Nội và phường Cửa Nam - Quận Hoàn Kiếm. Phố dài 1688m, là đường một chiều song song và đối xứng với phố Trần Phú đi từ phố Sơn Tây và đường Kim Mã cho đến nút giao với phố Cửa Nam, chạy qua phía sau Văn Miếu. Thời Pháp thuộc, đây là phố Duvillier, nhưng người dân Hà Nội vẫn quen gọi là phố Hàng Đẫy.
Phố Nguyễn Thái Học là một trong những tuyến phố đẹp, kinh doanh sầm uất vào bậc nhất của Hà Nội, ở ngay trung tâm quận Ba Đình. Đây cũng là một trong những tuyến đường có số phương tiện tham gia giao thông lớn nhất của Hà Nội do hầu hết các phương tiện từ đường Láng-Hòa Lạc, đường 32 và đường Thăng Long-Nội Bài khi vào trung tâm thành phố Hà Nội đều phải qua đường Nguyễn Thái Học.

## Lịch sử
Phố Nguyễn Thái Học vốn là đường chạy trên hào và tường lũy bao phía nam thành Thăng Long thời Nguyễn. Đây là đất các thôn: Vĩnh Xương, Văn Mặc, Đỉnh Tân, Cố Thành, huyện Thọ Xương và thôn Thanh Ninh, huyện Vĩnh Thuận cũ. Tới giữa thế kỷ 19, hai thôn Văn Mặc, Đỉnh Tân hợp nhất thành thôn Văn Tân; thôn Cổ Thành thì hợp nhất với Hậu Giám thành thôn Cổ Giám. Còn thôn Thanh Ninh thì sáp nhập vào thôn Phụ Bảo thành thôn Thanh Bảo.
Công cuộc quy hoạch và xây dựng phố này bắt đầu từ năm 1905. Khi đó, chính quyền bảo hộ quyết định xây dựng tuyến tàu điện Hà Nội - Sơn Tây. Một phần trong kế hoạch này chính là việc xây dựng đại lộ Borgnis Desbordes (tức phố Tràng Thi ngày nay) kéo dài theo báo cáo số 419-1104 ngày 11/12/1905 của Kĩ sư trưởng Chánh sở địa phận, Khu Công chính Bắc Kì. Đến năm 1906, Hội đồng Thành phố quyết định trưng mua đất và nhà của các hộ dân để xây đường.
Phố Nguyễn Thái Học thoạt đầu có tên là đường số 59, hay còn gọi là đại lộ Borgnis Desbordes kéo dài. Phố chính thức mang tên Duvillier sau cuộc họp vào ngày 31/7/1909 của Hội đồng Thành phố Hà Nội. Kế đó, quyền Thống sứ Bắc Kì đã gửi Toàn quyền Đông Dương công văn ngày 8/9/1909 thông báo việc phố này được đổi thành Duvillier.
Thời Pháp thuộc, dân gian thường quen gọi đây là phố Hàng Đẫy. Sở dĩ được gọi như vậy là vì ở đầu đọan phố, chỗ giáp đường Lê Duẩn ngày trước là nơi sản xuất và bày bán các thứ đẫy, túi.

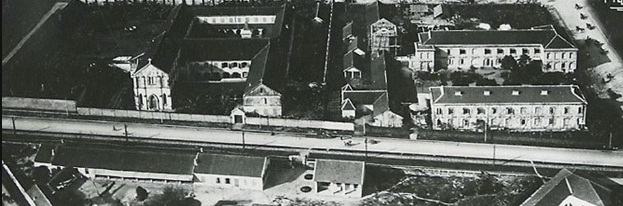
Phố Nguyễn Thái Học (thời Pháp thuộc) nhìn từ trên cao

Thực dân Pháp có ý định biến phố Nguyễn Thái Học thành một trong những con đường quan trọng trong khu phố Tây. Do đó, phố Duvillier được quy hoạch rất sớm (khoảng những năm thập niên mười của thế kỉ 20). Thực dân Pháp đã cho mở đường tàu điện bắc suốt chiều dài của phố đi Hà Đông và đi Cầu Giấy (với dự kiến sẽ bắc dài đến thị xã Sơn Tây). Theo nghị định số 91 ngày 7/7/1921 của Thống sứ Bắc Kỳ về các công trình xây mới tại một số đường của Hà Nội thì phố Duvillier cùng với một số đại lộ khác của Hà Nội chỉ được phép xây dựng nhà theo kiến trúc phương Tây. cấm xây nhà kiểu bản xứ hoặc nhà chia ô. Số người sử dụng ở mỗi phòng ngủ tối đa là 1người/25 m². Tuy vậy phố Hàng Đẫy chỉ được mở mang từng đoạn và hoàn thành khá muộn: đến đầu năm 1945 vẫn còn có chỗ đất còn bỏ trống chưa xây dựng hết.
Sau Cách mạng, chính quyền mới đổi thành phố Phan Chu Trinh. Thời tạm chiếm, phố được đổi thành đại lộ Nguyễn Thái Học vào năm 1951 và giữ tên đó cho đến tận bây giờ.
Trong thời tạm chiếm, quận ủy quận Nội thành đã từng đặt văn phòng bí mật ở số nhà 53 phố này. Khi đó, một số chiến sĩ cách mạng đã đứng ra đã đứng ra mở lò bánh kẹo để che mắt địch suốt từ năm 1951 đến ngày giải phóng Thủ đô.

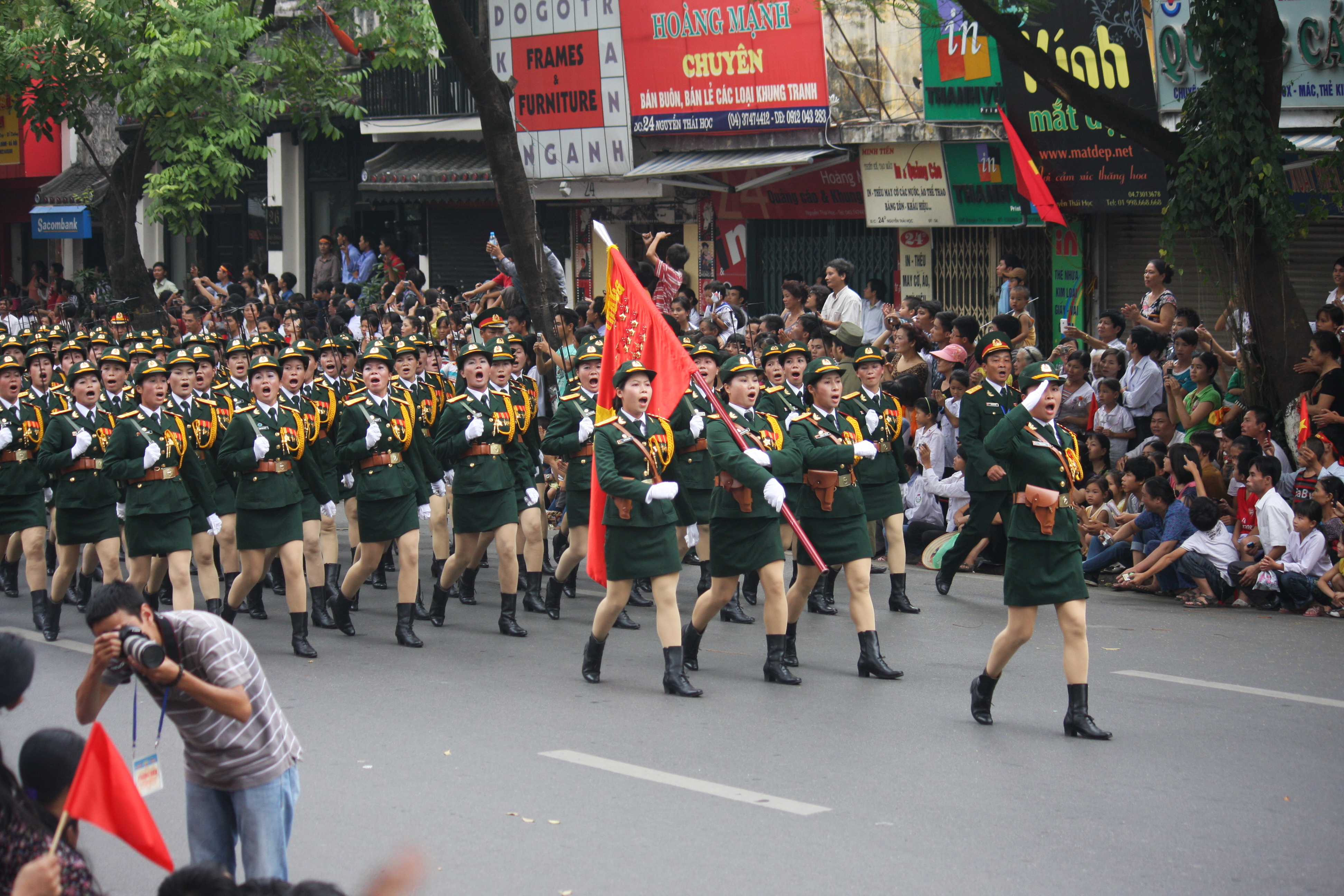
Lễ diễu binh diễu hành kỉ niệm 1000 năm Thăng Long - Hà Nội trên phố Nguyễn Thái Học (ngày 10/10/2010)

Phố Nguyễn Thái Học là một con đường rộng, đẹp và sầm uất bậc nhất của thủ đô Hà Nội. Trước kia, vào thập niên 80 và 90 của thế kỉ 20, phố Nguyễn Thái Học tập trung nhiều cửa hàng kinh doanh máy khâu và săm lốp xe thồ. Hiện nay, trên phố này, nhiều cửa hiệu bán tranh sao chép và thiết kế quảng cáo xuất hiện.

## Di tích và danh thắng

### Bảo tàng Mĩ thuật Việt Nam
Số nhà 66 của phố này là tòa nhà được người Pháp xây dựng vào những năm 30 của thế kỷ 20 với chức năng là nơi dành cho con cái của các quan chức người Pháp từ khắp Đông Dương về Hà Nội trọ học.

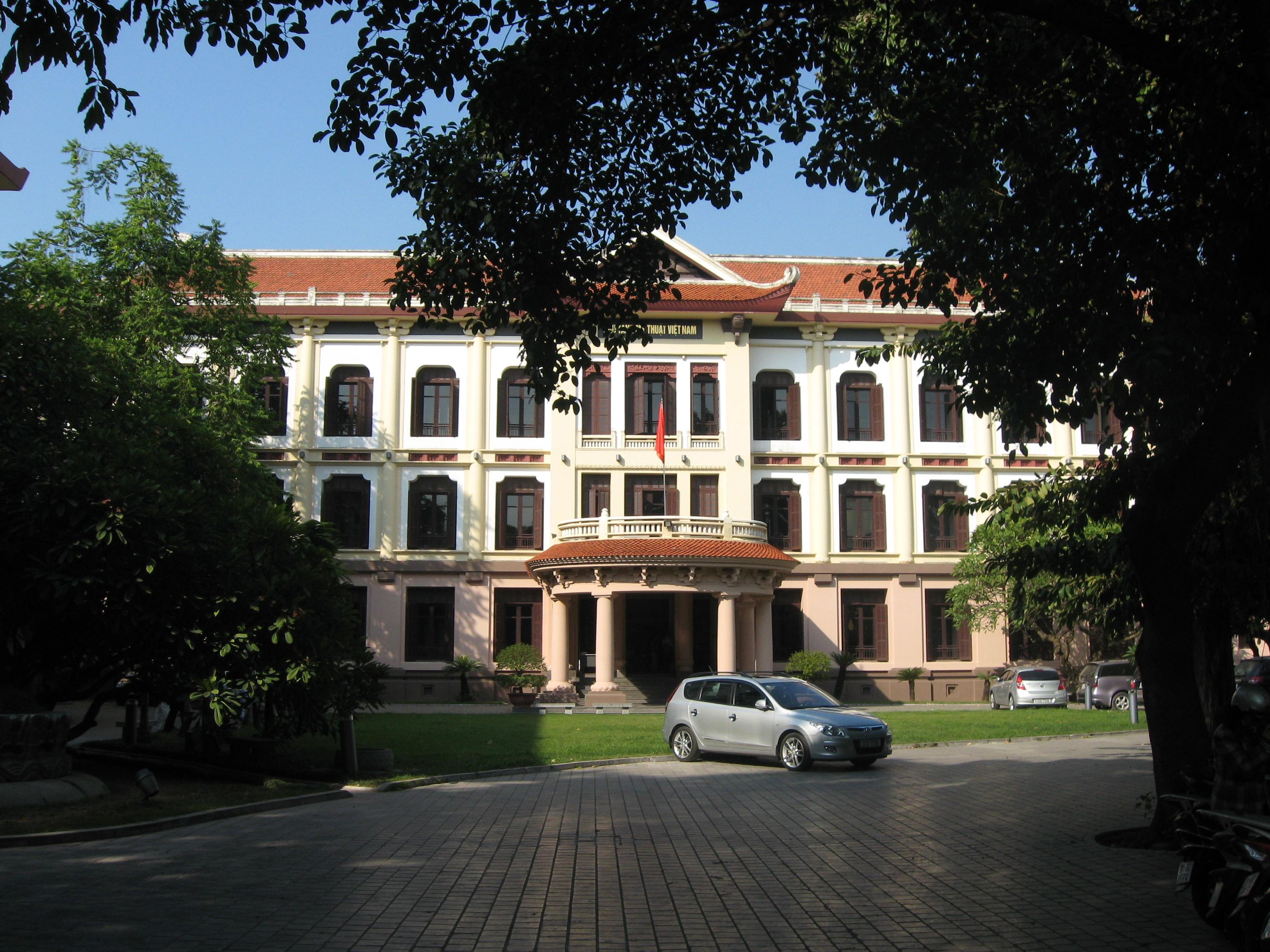
Bảo tàng Mĩ thuật Việt Nam

Năm 1962, nhà nước Việt Nam giao cho Bộ Văn hóa cải tạo tòa nhà từ chỗ mang dáng dấp kiến trúc phương Tây được bổ sung những chi tiết trang trí kiến trúc của đình làng Việt Nam để làm nơi trưng bày vĩnh viễn các tác phẩm mỹ thuật của Việt Nam.
Năm 1966, Bảo tàng Mỹ thuật Việt Nam chính thức được khánh thành với diện tích mặt bằng là 4200m² và diện tích trưng bày là 1200m², năm 1997-1999, đã được mở rộng với tổng diện tích là 4737m².

### Văn Miếu - Quốc Tử Giám
Phố Nguyễn Thái Học giáp một phần với Văn Miếu-Quốc Tử Giám, quần thể di tích đa dạng và phong phú hàng đầu của thành phố Hà Nội, nằm ở phía Nam kinh thành Thăng Long thời nhà Lý.

### Sân vận động Hàng Đẫy
Thời Pháp thuộc, sân vận động Hàng Đẫy được mang tên Septo, có cửa chính nằm tại phố Trịnh Hoài Đức và một phần khán đài phụ nằm ở phố Nguyễn Thái Học. Sân này vẫn được người dân quen gọi là sân Hàng Đẫy ngay từ thời mới mở cửa. Năm 1992, sân cũ bị phá để xây một sân mới. Năm 1995, sau khi sân mới hoàn thành, nó được đặt tên là sân vận động Hà Nội với sức chứa 22.500 chỗ. Tuy nhiên, đến năm 2005, sân lại được mang tên cũ: Hàng Đẫy. Đây là nơi tổ chức nhiều sự kiện văn hóa - thể thao của Hà Nội và cả nước trong suốt nhiều năm qua.

### Nhà máy in Tiến Bộ
Trước kia là một khu nhà ở tập thể của vợ con binh lính khố đỏ gọi là Trại Con Gái, cùng loại với hai khu nữa ở chỗ phố Ông Ích Khiêm và kho thuốc súng.
Khoảng năm 1942, người Pháp lấy khu vực này định xây dựng thành Xưởng đúc tiền do đó, khu nhà này thường được dân gian gọi là Nhà Tiền. Xưởng này chuyên đúc ra tiền năm xu, một xu, nửa xu, tiền Khải Định thông bảo và Bảo Đại thông bảo.
Từ 1942 đến 1945, ở đây mọc lên một dãy nhà một tầng mười gian bán mái làm xưởng đúc ở trong bãi, và hai ngôi nhà lớn ở sát mặt đường. Một ngôi nhà này dùng tạm làm Trường Cao đẳng Thương mại; một ngôi nhà là xưởng cơ khí chính xác (Atelier de précision). Chính quyền Pháp định mở rộng và phát triển khu vực này thành Viện tiền tệ (Hotel des Monnaies).
Sau Cách mạng, chính phủ Việt Nam Dân chủ Cộng hòa cũng tổ chức đúc tiền bằng nhôm tại đây. Năm 1946, tòa nhà của Trường Cao đẳng Thương mại này dùng để mở lớp Tài chính kế toán của Chính phủ Việt Nam.
Khu vực này, trong thời gian tạm chiếm, quân đội Pháp dùng làm nơi bắt giam và tra tấn tù chính trị và quần chúng cách mạng. Sau 1954, nhà Tiền được cải tạo thành nhà máy in Tiến Bộ.

### Ngôi nhà danh nhân
Số nhà 65 Nguyễn Thái Học từng là nơi sống và làm việc của nhiều văn nghệ sĩ nổi tiếng như họa sĩ Nguyễn Phan Chánh, nhạc sĩ Đỗ Nhuận, nhà văn Nguyễn Văn Bổng, họa sĩ Dương Bích Liên, họa sĩ Nguyễn Sáng, họa sĩ Nguyễn Tư Nghiêm, họa sĩ Huỳnh Văn Gấm, họa sĩ Song Văn, nhà điêu khắc Diệp Minh Châu, nhà văn Nguyễn Đình Thi, họa sĩ Văn Giáo, họa sĩ Trần Đông Lương, họa sĩ Mai Văn Hiến, nhà văn Vũ Tú Nam...